# North Sea Link
Der North Sea Link (früher auch als North Sea Network Link oder NSN Link bezeichnet) ist eine Hochspannungs-Gleichstrom-Verbindung in der Nordsee. Sie wurde 2021 in Betrieb genommen und verbindet das Stromnetz des Vereinigten Königreiches mit dem norwegischen Netz. Ausgeführt wurde das Projekt von den beiden Stromnetzbetreibern National Grid und Statnett.

## Geschichte und Technik
Endpunkte sind Blyth in Nordengland und Kvilldal in Norwegen. Verlegt wurden zwei Seekabel, die mit einer Gleichspannung von 515 kV betrieben werden. Die Übertragungsleistung liegt bei 1,4 GW, die prognostizierte Lebensdauer bei 50 Jahren. Die Länge der Kabel beträgt ca. 720 km, womit die Anlage bei Inbetriebnahme das weltweit längste Seekabel zur Energieübertragung war.
Die Onshore-Baumaßnahmen begannen 2015, die Verlegung der Seekabel wurde 2018 gestartet. Fertiggestellt wurde es im Juni 2021, anschließend erfolgte ein mehrere Monate andauernder Probebetrieb. Die offizielle Inbetriebnahme fand im Oktober 2021 statt.
Die Kosten für das Projekt wurden ursprünglich mit ca. 2 Mrd. Euro beziffert, letztendlich betrugen sie 1,6 Mrd. Euro.

## Zweck
Zweck des Baus ist unter der Stromnetzausbau zur besseren Nutzung erneuerbarer Energien in das Energiesystem im Rahmen der Energiewende. So soll bei hoher Windstromproduktion Energie nach Norwegen exportiert werden können. In diesem Fall würde Norwegen seine eigene Stromproduktion aus Speicherkraftwerken drosseln und stattdessen britischen Windstrom nutzen, womit norwegische Speicherbecken weiter gefüllt blieben. Somit steht mehr Wasserkraft für Zeiten mit niedriger Windstromproduktion zur Verfügung, sodass in Zeiten niedriger Windstromeinspeisung in Großbritannien mehr Strom aus norwegischer Wasserkraft importiert werden kann. Dadurch kann in beiden Staaten die Produktion erneuerbarer Energien gesteigert werden. Ebenso sollen durch die Verknüpfung der beiden Strommärkte teure Nachfragespitzen abgemildert werden und auf diese Weise die Stromkosten fallen.